# Щурц
Щурцът представлява архитектурен елемент, греда над врата или прозорец, която носи зидарията над отвора. Може да изпълнява функциите на носещ строителен елемент, декоративен архитектурен елемент, или комбиниран украсен структурен елемент.
В чист вид щурц може да се види само в колонади и скелетни конструкции, тъй като отворите обикновено са част от стена. Предназначението му е да носи както собственото си тегло, така и това на елементите над него, без да се деформира или счупи.